# Liolaemus lonquimayensis
Espèce
Liolaemus lonquimayensis est une espèce de sauriens de la famille des Liolaemidae.

## Répartition
Cette espèce est endémique de la province de Malleco dans la région d'Araucanie au Chili. Elle se rencontre sur le versant Nord du volcan Lonquimay.

## Description
Le spécimen adulte mâle observé lors de la description originale mesure 69,7 mm de longueur standard et les 2 spécimens adultes femelles observés lors de la description originale mesurent entre 68,3 mm et 69,4 mm de longueur standard.

## Étymologie
Son nom d'espèce, composé de lonquimay et du suffixe latin -ensis, « qui vit dans, qui habite », lui a été donné en référence au lieu de sa découverte, le volcan Lonquimay.

## Publication originale
- Escobar-Huerta, Santibáñez-Toro & Ortiz, 2015 : Liolaemus lonquimayensis (Squamata: Liolaemidae), a new lizard species for Chile without precloacal pores. Gayana, vol. 79, no 1, p. 94-101 (texte intégral).